# 鼻炎
鼻炎（rhinitis）是鼻腔黏膜和黏膜下组织的炎症。由于鼻黏膜受刺激而鼻痒、打喷嚏、流鼻涕，且因鼻黏膜充血、肿胀，经常出现鼻塞；其他可能症状为咽喉不适、鼾鸣声、咳嗽等。
鼻炎是由于急性或慢性的鼻黏膜如病毒、病菌感染，或刺激物作用下受损而致。鼻炎不单只是影响鼻子，同时还会影响咽喉与眼睛。它还会影响感染者的睡眠品質、听力、学习能力。组织胺过高造成了鼻炎的症状。导致组织胺增高最常见的原因是空气中传播的过敏原，这些过敏原会感染鼻子、咽喉、眼睛，并使得这些部位产生液体分泌物。
通过美国最近的研究表明，五千萬以上的美国人仍是鼻炎患者，相當於美國人口的六分之一。通常儿童在3－13岁之间最容易得鼻炎。

## 外部連結
- Rhinitis （页面存档备份，存于） at Centers for Chronic Nasal and Sinus Dysfunction
- Sinus Infection And Allergic Rhinitis （页面存档备份，存于）
- Specialist Library for ENT and Audiology Hay fever resources – online library of high quality research on hay fever and other ENT disorders
- Daily Pollen Count in the USA （页面存档备份，存于）
- Information on hay fever and children from Seattle Children's Hospital